# Hosta tsushimensis
Hosta tsushimensis là một loài thực vật có hoa trong họ Măng tây. Loài này được N.Fujita mô tả khoa học đầu tiên năm 1976.